# Родина Михаила Сеспеля
Мемориальный комплекс «Родина Михаила Сеспеля» (чув. «Çеçпĕл Мишшин тăван çĕршывĕ» мемориал комплексĕ) — персональный музейный комплекс на родине чувашского народного поэта Сеспеля Мишши.

## Основные сведения
Мемориальный комплекс имени основоположника чувашской поэзии Михаила Кузьмича Сеспеля был открыт в 1999 году на родине поэта - в деревне дер. Сеспель Канашского района Чувашии в год столетнего юбилея народного поэта.
4 мая 2001 года Мемориальный комплекс включён в состав Чувашского национального музея.
В музейный комплекс входит основное здание (филиал Чувашского национального музея), мемориальный парк, библиотека, аллея погибших в Великую Отечественную войну и дом культуры.
Общая площадь экспозиции — 108 м2. Основная деятельность музея – сбор материала о жизни и творчестве поэта, проведение экскурсий.

## История
Музей в родной деревне поэта и общественного деятеля начал создаваться в 1960-е годы как класс-музей при Шугуровской 8-летней школе Канашского района (ныне Сеспельская средняя  общеобразовательная школа). До 1972 года работал в здании бывшего сельского совета, а с ноября 1979 размещается в специальном здании.